# Scott Tixier
Scott Tixier (Montreuil, 26 de Fevereiro de 1986) é um violinista francês de jazz. 
Ele nasceu em Montreuil e estudou violino em um clássico Conservatório de Paris. Aprendeu a música jazz com Florin Niculescu e Didier Lockwood .
Em 2007, ele ganha o primeiro prêmio de "Trophées du Sunside", o mais importante Prêmio para um jovem músico de jazz em França. 
Alguns meses mais tarde, estabelece-se em Nova York e torna-se uma referência no mundo do jazz violino.
Ao longo dos últimos cinco anos Scott foi convidado para diversos master classes com os melhores músicos de jazz, como Elvin Jones, McCoy Tyner e Steve Coleman. 